# Metehan Başar
Metehan Başar (Adapazarı, 1991. február 19. –) török kötöttfogású birkózó. A 2018-as birkózó-világbajnokságon a döntőig jutott 87 kg-os súlycsoportban, kötöttfogásban. A 2017-es birkózó világbajnokságon aranyérmet nyert 85 kg-ban. A 2017-es birkózó Európa-bajnokságon ezüstérmes lett 85 kg-ban. A 2015-ös Európa Játékokon bronzérmet nyert 85 kg-ban. A 2018-as Mediterrán Játékokon aranyérmet szerzett 87 kg-os súlycsoportban.

## Sportpályafutása
A 2018-as birkózó-világbajnokságon a döntőig jutott.